# 박지원 (e스포츠인)
박지원(1995년 1월 12일 ~ )은 대한민국의 프로게임단 지도자이다. 현재 KT 롤스터 2군 코치를 맡고 있다.

## 지도자 생활
2020년 2월, KT 롤스터의 아카데미팀 코치로 부임했다. 2021시즌을 앞두고 KT 롤스터의 2군 코치로 콜업되었다.

## 수상 내역

### 지도자
- LCK 아카데미 시리즈 2020 11월 대회 우승